# 浜松シーサイドゴルフクラブ
浜松シーサイドゴルフクラブ（はままつシーサイドゴルフクラブ）は、 静岡県磐田市鮫島に広がるゴルフ場である。

## 概要
三善製紙株式会社の福田富市は、金沢と大分に工場を持っていた、そうした縁で「片山津ゴルフ倶楽部」（石川県、1957年（昭和32年）、設計・佐藤儀一）の創業に加わっていた。福田は、片山津カントリー倶楽部の造成工事では指揮をとり、開場後も改造の工事も手掛けていた。そして、いつか自分のコースをと、世界のコースを廻ってコース設計を研究していた。1964年（昭和39年）2月9日、福田と弟の国三は、静岡県磐田市の鮫島村にゴルフ建設用地の視察に訪れた。用地は砂丘地の湿地帯で、松と葦のほとんど平坦な土地だった。
仿僧川の田園風景、勇壮な遠州灘を見渡し、太田川、天竜川河口の鮫島海岸と、環境に恵まれたコースである。更には、コースの各ホールを仕切る老松の枝ぶりが誇り、中央に鮫島池、夏は遠州灘からの海軟風で涼しく、冬は防風林が寒風を防ぎ温暖、砂地だから配水も良く、水源もある。なによりも、砂丘地であることはゴルフの故郷リンクスランドに通じる。新たなゴルフ場建設に向け母体会社「東海開発観光株式会社」を設立、コース設計を福田が行った、福田自身の設計哲学「自然がすべて」だった。
1965年（昭和40年）11月13日、起工式を行った、赤星四郎は英国のように砂丘もあり、英国にない松があるといった。1966年（昭和41年）10月22日、ゴルフ場は完成し、18ホール規模のゴルフ場が開場した。
コースの各ホールは苔むした老松の枝ぶりが誇り、大小の池が効果的に配されて、プレーヤーの挑戦意欲を駆り立てる、ロケーションに恵まれた林間コースである。フェアウェイはフラットである、だが、海岸線には木立が配されているが、海風の影響を考慮に入れる必要があり、戦略的変化に富んだ18ホールである。コースは、ゴルフダイジェスト社の｢日本のベスト100コース｣に毎年ランクインしている。また、7番ホールは、｢日本のベストホール18｣に選ばれた実績がある。
日本の女子プロゴルフメジャー大会の1つ、日本ゴルフ協会主催競技でもあり、日本選手権大会に相当する、日本女子オープンゴルフ選手権競技大会を2回開催するなど多くの大会開催実績がある。

## 所在地
〒438-0055 静岡県磐田市鮫島 4119-1番地

## コース情報
- 開場日 - 1966年10月22日
- 設計者 - 福田 富市
- 面積 - 850,000m2（約25.7万坪）
- コースタイプ - シーサイドコース
- コース - 18ホールズ、パー72、ヤード、コースレート72.0
- グリーン - 2グリーン、ティフトン　ニューベント
- フェアウエイ - ティフトン419
- ラフ - ノシバ
- ハザード - バンカーの93、池が絡むホール11
- プレースタイル - 乗用カート(2人乗り)、自走式、キャディ・セルフ選択可
- 練習場 - 20打席 250ヤード
- 休場日 - 毎週月曜日、12月31日、1月1日[4][2]

## ギャラリー
- コース - [5]
- ハウス - [6]

## 交通アクセス
- 鉄道 - JR東海道新幹線 - 浜松駅よりタクシー利用 15km 約40分
- 道路 - 東名高速道路 - 磐田ICより 11.1km 約25分[7]

## メジャー選手権
- 1972年（昭和47年） - 第5回 日本女子オープンゴルフ選手権競技大会[8]
- 1976年（昭和51年） - 第9回 日本女子オープンゴルフ選手権競技大会[9]

## エピソード
- コース内には多くの池があり、自然のままの池は鮫島池だけで、他の池は湿地を掘りその砂をマウンドに盛って造られた。マウンドは、綿密に高さと大きさを違え、自然にそこにあったようにした[10]。

## 関連文献
- 『ゴルフ場ガイド 西版』2006-2007、「浜松シーサイドゴルフクラブ（静岡県）」、東京 ゴルフダイジェスト社、2006年5月、2020年10月27日閲覧
- 『月刊ゴルフマネジメント』、「クローズアップ21(その85)浜松シーサイドゴルフクラブ 強いキャディ付プレーの需要にコースナビを養成」、東京 一季出版、2008年1月、2020年10月27日閲覧
- 『美しい日本のゴルフコース BEAUTIFUL GOLF CULTURE IN JAPAN 日本のゴルフ110年記念 ゴルフは日本の新しい伝統文化である』、ゴルフダイジェスト社「美しい日本のゴルフコース」編纂委員会編、「浜松シーサイドゴルフクラブ」、東京 ゴルフダイジェスト社、2013年12月、2020年10月27日閲覧
- 『月刊ゴルフマネジメント』、「クローズアップ21(その196)ゴルフ未経験者を誘(いざな)うセグウェイツアー 浜松シーサイドゴルフクラブ メンバー優遇策でビジター増図る」、東京 一季出版、2017年4月、2020年10月27日閲覧